# Preženjske Njive
Preženjske Njive este o localitate din comuna Litija, Slovenia, cu o populație de 16 locuitori.